# Скотт Р. Данлеп
Скотт Р. Данлеп (англ. Scott R. Dunlap, 20 червня 1892 — 30 березня 1970) — американський кінопродюсер, режисер, сценарист та актор.

## Біографія
Данлеп народився в Чикаго, штат Іллінойс, в 1892 році. У 1915 році він почав займатись кіно. З 1919 по 1929 Данлеп зпродюсував47 фільмів, а з 1937 по 1960 рік зрежесував 70 стрічок.
У 1942 році Данлеп був разом із зіркою вестернів Баком Джонсом, коли вони потрапили у пожежу в клубі «Коконат Гроув» в Бостоні, Массачусетс. Данлеп був організатором вечірки на честь Джонса в цьому клубі. Бак Джонс помер через два дні після пожежі, а Данлеп, отримавши серйозні травми, вижив.
Данлеп помер у Лос-Анджелесі в 1970 році.

## Вибрана фільмографія
- Vagabond Luck (1919) (режисер)
- Her Elephant Man (1920) (режисер)
- The Hell Ship (1920) (режисер)
- The Iron Rider (1920) (режисер)
- Twins of Suffering Creek (1920) (режисер)
- Bells of San Juan (1922)
- West of Chicago (1922) (режисер)
- Pawn Ticket 210 (1922) (режисер)
- Trooper O'Neill (1922) (режисер)
- The Footlight Ranger (1923) (режисер)
- Snowdrift (1923) (режисер)
- Traffic in Hearts (1924)
- One Glorious Night (1924)
- The Fatal Mistake (1924) (режисер)
- Beyond the Border (1925) (режисер)
- Silent Sanderson (1925) (режисер)
- The Texas Trail (1925) (режисер)
- The Fearless Lover (1925) (режисер)
- Wreckage (1925) (режисер)
- Blue Blood (1925) (режисер)
- Driftin' Thru (1926) (режисер)
- Doubling with Danger (1926) (режисер)
- Сьомий бандит (1926) (режисер)
- Стежка до Фронтира (1926) (режисер)
- Desert Valley (1926)
- Winning the Futurity (1926)
- The Better Man (1926) (режисер)
- Whispering Sage (1927) (режисер)
- Midnight Life (1928)
- Object: Alimony (1928) (режисер)
- Smoke Bellew (1929) (режисер)
- Luck of Roaring Camp (1937)
- The Marines Are Here (1938)
- The Mystery of Mr. Wong (1939)
- Streets of New York (1939)
- The Fatal Hour (1940)
- Doomed to Die (1940)
- The Old Swimmin' Hole (1940)
- Arizona Bound (1941)
- Примарний вершник (1943) (продюсер)
- Незнайомець з Пекоса (1943) (продюсер)
- Євангеліє шести пістолетів (1943) (продюсер)
- Втеча злочинців (1943) (продюсер)
- Техаський малий (1943) (продюсер)
- Нальотчики з кордону (1944) (продюсер)
- Стежка в Навахо (1945) (продюсер)
- Незнайомець із Санта-Фе (1945) (продюсер)
- Втрачений слід (1945) (продюсер)
- Road to Happiness (1942)
- Dawn on the Great Divide (1942)
- Flame of the West (1945)
- Прикордонні бандити (1946) (продюсер)
- Шахта з привидами (1946) (продюсер)
- Drifting Along (1946)
- Trigger Fingers (1946) (продюсер)
- The Hunted (1948)
- Stampede (1949) (продюсер)
- Return from the Sea (1954)